# فينسينت بلانتي
فينسينت بلانتي (بالفرنسية: Vincent Planté)‏ (مواليد 19 أكتوبر 1980 في ليل - فرنسا) لاعب كرة قدم فرنسي يلعب حاليا لصالح نادي الدرجة الأولى سانت إتيان الفرنسي منذ 2009 في مركز حارس مرمى .

## روابط خارجية
- فينسينت بلانتي على موقع رابطة كرة القدم الفرنسية للمحترفين (الإنجليزية)
- فينسينت بلانتي على موقع قاعدة بيانات كرة القدم.إي يو (الإنجليزية)
- فينسينت بلانتي على موقع ليكيب (الفرنسية)
- فينسينت بلانتي على موقع Soccerway.com (الإنجليزية)